# Wladimir Tschernoussenko
Wladimir Michailowitsch Tschernoussenko (russisch Владимир Михайлович Черноусенко, ukrainisch Володимир Михайлович Черноусенко Wolodymyr Mychajlowytsch Tschernoussenko, engl. Transkription Vladimir Chernousenko; * 12. Mai 1941 in Nju-Jork, Oblast Donezk; † 1996 in Deutschland) war ein ukrainischer Atomphysiker. Er wurde international durch seine Arbeit in der Sperrzone von Tschernobyl und seine Kritik an den Atomenergieprogrammen bekannt.

## Leben
1965 schloss Tschernoussenko an der Staatsuniversität Charkiw sein Physikstudium mit dem Schwerpunkt auf theoretischer Atomphysik ab und übernahm eine Stelle am Institut für Physik an der Ukrainischen Akademie der Wissenschaften in Kiew. 1971 wechselte er zum Institut für Theoretische Physik. Nach seiner Promotion 1973 übernahm er die Leitung des Labors für Nonlineare Physik und Ökologie, die er bis 1991 innehatte. Nach der Nuklearkatastrophe von Tschernobyl im April 1986 war Tschernoussenko bis 1991 in der Tschernobyl-Kommission der Akademie, und wissenschaftlicher Leiter der Task Force, die im Mai am Reaktor eintraf, um Dekontaminations- und Strahlenschutzmaßnahmen zu planen und den „Sarkophag“ (Schutzbau um den zerstörten Reaktor) zu entwickeln. Er arbeitete bis Anfang 1987 in der Sperrzone ungeachtet der hohen Strahlendosen, die seine Ablösung erfordert hätten. In den folgenden Jahren wurde Tschernoussenko in den westlichen Staaten zu einem bekannten Kritiker der Kernenergie, vor allem durch sein Werk Tschernobyl – die Wahrheit (engl. Insights from the inside).
1996 starb er an den Folgen einer Krebserkrankung.

## Veröffentlichungen
- V. M. Chernousenko: Chernobyl: Insight from the inside. Springer, Berlin [u. a.] 1991, ISBN 3-540-53698-1 (Vorwort)
  - Chernobyl and the Collapse of Soviet Society , Rezension von Jay M. Gould, The Nation, 15. März 1993
    - Wladimir M. Tschernousenko: Tschernobyl. Die Wahrheit. Rowohlt, Reinbek 1992, ISBN 3-498-06505-X
- Testimony. 9-14-1992. In: Sibylle Nahr & Uwe Peters (Hrsg.): Poison Fire, Sacred Earth. Testimonies, Lectures, Conclusions. The World Uranium Hearing, Salzburg 1992. München 1993, ISBN 3-928505-00-9
- Chernobyl: The True Story. In: Synthesis/Regeneration. Nr. 10, Frühling 1996 (Rede in Austin, Februar 1994)
- Buried Alive. In: Earth Island Journal. Mai/Juni 1996

## Film
- The Truth about Chernobyl. Interview mit Karl Grossman. EnviroVideo, 1994, 45 min (Auszug auf YouTube; 10:00 min)
- Die Zeit, die mir noch bleibt – Wladimir Tschernousenko Regie: Detlev F. Neufert ARD, 45:00 min (Youtube)